# Entwaldung in römischer Zeit

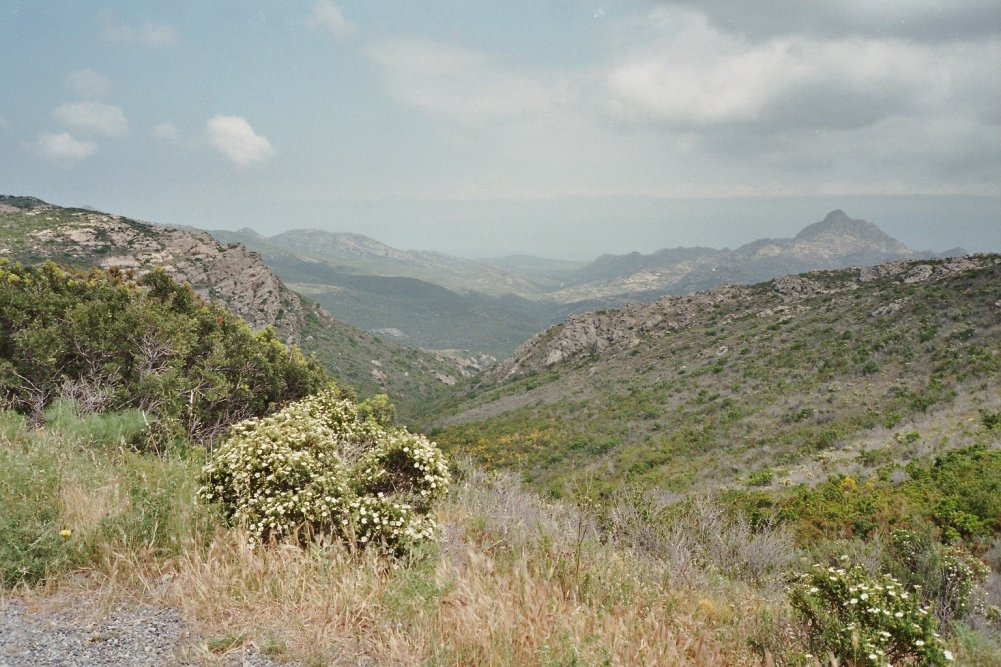
Die mediterrane Macchie ist eine durch Entwaldung geprägte Landschaft

Die Entwaldung in römischer Zeit war ein Ergebnis des Ausgreifens des Römischen Reichs und des damit einhergehenden Bevölkerungswachstums, der intensiven Landwirtschaft und beispielloser wirtschaftlicher Entwicklung. Die römische Periode markiert den Übergang des Mittelmeerraums von der Vorgeschichte (ab etwa 1000 v. Chr.) zur historischen Periode ab etwa 500 v. Chr. 
Vor etwa 8 000 Jahren zeigte die Erde noch einen weitgehend unberührten Charakter und wurde nur von einigen Millionen Menschen bevölkert. Mit der Expansion des Römischen Reiches kam es zu einer großflächigen Entwaldung im Mittelmeerraum.

## Ursachen

### Hausbau
Die grundlegende Quelle für den Häuserbau in antiker Zeit war Holz. Während viele Außenmauern aus Ziegeln und Stein bestanden, wurde bei Dachstühlen und deren Bedeckung oft auf Holz zurückgegriffen. In seinen Hochzeiten umfasste das Römische Reich Schätzungen zufolge etwa 60 Millionen Menschen, davon etwa eine Million in der Hauptstadt, eine Größenordnung, die erst im neuzeitlichen London des 19. Jahrhunderts wieder erreicht wurde. Durch diese Bevölkerungsexplosion, gepaart mit einem aufwendigen Lebensstil in den Metropolen des Reiches, intensivierte sich die Ressourcennutzung beachtlich.

### Heizmaterial
Holz war das grundlegende Heizmaterial der römischen Welt und wurde in großen Mengen für die bereits existierende Industrie benötigt. Etwa 90 Prozent des verheizten Materials war Holz, wodurch eine große Nachfrage nach diesem Rohstoff entstand. Besonders benötigt wurde es in Bergwerken, beim Schmelzen und in der Keramikproduktion. Diese Industrien sorgten wegen der andauernden Verbrennungen für eine hohe Luftverschmutzung, nicht zuletzt mit Schwermetallen. Holz und Holzkohle waren außerdem das grundlegende Heizmaterial römischer Haushalte und der Bäder. Waldgebiete um Zentren des Bergbaus wurden zuerst gerodet. Nachdem alle Ressourcen in unmittelbarer Nähe der Industrien verbraucht waren, wurde das Holz auf See- und Landwegen importiert. Nach einer gewissen Zeitspanne wurden die Produktionszentren in andere Gebiete des römischen Reiches verlegt, um den Kreislauf aus Produktion und Ressourcenkonsum aufrechterhalten und die stetig wachsende Bevölkerung versorgen zu können.

### Landwirtschaft
Landwirtschaft war die wirtschaftliche Grundlage des Römischen Reiches. Deshalb ist die Landgewinnung für Nutzpflanzen als primärer Faktor für die Entwaldung anzusehen. Dabei wurde die menschliche Arbeitskraft schrittweise von eisernen Pflügen, die von Arbeitstieren gezogen wurden, verdrängt. Die von Sklaven bewirtschafteten Latifundien der klassischen Zeit waren das Rückgrat der römischen Lebensmittelindustrie. In einem 111 v. Chr. publizierten römischen Gesetz wurde jedem, der öffentliches Land in Besitz genommen hatte, explizit dessen Fortbesitz gestattet, vorausgesetzt, er benutzte es für agrikulturelle Zwecke. Die Größenordnung der Landwirtschaft verdeutlicht, dass nicht nur für den Heimatmarkt, sondern auch für den Export produziert wurde.
Im 5. Kapitel „Roman Soil Erosion“ des Buches „Reconstruction by Way of the Soil“ von Guy Theodore Wrench beschreibt der Autor die Auswirkungen des Getreidebedarfs auf die römischen Provinzen:

„‚Eine Provinz nach der anderen wurde von Rom in eine Wüste verwandelt‘, schrieb Simkhovitch. ‚Eine Provinz nach der anderen wurde von Rom erobert, um die Proletarier mit Getreide zu versorgen und die Reichen weiter zu bereichern. Die Kriegsverwüstungen taten ein übriges. Die einzige Ausnahme zum Normalfall der Plünderung und Erschöpfung war Ägypten wegen der Nilüberschwemmung. Daher auch spielte Ägypten eine zentrale Rolle innerhalb des Reiches. Die Provinz befand sich im Privatbesitz der Kaiser, weder Senatoren noch römische Ritter durften sie ohne spezielle Erlaubnis betreten, denn, wie Tacitus schrieb, „eine noch so geringe Anzahl könnte das reiche Kornland besetzen und Italien in die Unterwerfung zwingen.“‘
Latium, Kampanien, Sardinien, Sizilien, Spanien und schließlich Nordafrika dienten als Kornkammern des Römischen Reiches und wurden bis zur Erschöpfung bewirtschaftet. Überanstrengtes Land in Latium und Kampanien wurde schließlich aufgegeben und wurde zu Sümpfen, in Nordafrika zu Wüsten, da dem Boden die festigenden Wurzeln genommen waren. ‚Der Niedergang des Römischen Reiches ist zugleich eine Geschichte der Bodenerschöpfung, der Entwaldung und Erosion‘, schrieb G. V. Jacks in The Rape of the Earth. ‚Von Spanien bis Palästina sind keine Waldgebiete an den Küsten des Mittelmeers übrig, die Region ist entschieden arid anstatt den milden Charakter humider Waldlandschaften aufzuweisen und der Großteil des einstmals ergiebigen Ackerbodens liegt nun am Grunde des Meeres.‘“

### Nutztiere und Überweidung
Eine wichtige Ursache der Umweltzerstörung war das Weiden von Nutztieren. Das Abfressen von Pflanzen, die sich an Hügel klammern, sowie von jungen Bäumen führte zu Erosion, wodurch die Erdböden sich verflüchtigten und der nackte Stein darunter offenbar wurde. Zusätzlich wurden Kies und Schluff von den Hängen gewaschen, was zu weiteren Problemen wie Flut, Verschlammung und der Bildung von Marschen führte.

### Militär
Ein starkes Heer war für das ressourcenhungrige Rom von großer Wichtigkeit. So stellte der Reichtum an Ressourcen einer zu erobernden Provinz nicht selten ein wichtiges Kriterium für die Entscheidung zur Eingliederung dar. Da nicht selten Bauern zur Teilnahme an Kriegszügen gezwungen wurden, lag das Land längere Zeit brach.
Die Größe des stehenden römischen Heeres betrug etwa 300.000 Soldaten mit einer Steigerung auf bis zu 600.000 in spätrömischer Zeit. Marschierende römische Legionen entwaldeten oft ganze Gegenden, um Holz für den Lagerbau zu gewinnen oder Feinden die Möglichkeit von Hinterhalten zu nehmen.

### Schiffbau
Schiffe waren das grundlegende Mittel zur Integration der Mittelmeerländer in das römische Weltreich, und eine Flotte war das Mittel zur Verteidigung dieser Handelswege und Aufrechterhaltung der Herrschaft. So hatte der Bau von Kriegsschiffen bei Ressourcenknappheit Vorrang vor Handelsschiffbau. Etliche tausend Schiffe wurden in der klassischen Periode gebaut, hunderte konnten im Kriegsfall innerhalb weniger Monate gefertigt werden. War der Waldbestand im Umland der Schiffbauindustrien erschöpft, musste mit großem Aufwand Holz aus immer weiter entfernten Gegenden herangeschafft werden.

### Urbanisierung
Der einsetzende Urbanisierungsprozess in den römischen Provinzen wurde bestimmt von der Verfügbarkeit natürlicher Ressourcen. Bevorzugt wurden Flachgebiete mit schnellem Zugang zu einem Wassertransportweg. Mit dem zunehmenden Ausgreifen der römischen Industrien und Handelswege verlagerte sich die Kolonisierung auch auf ungünstigeres Terrain.
Das Entstehen großer Metropolen trug zur Entwaldung einiges bei, da der beständige Bevölkerungsdruck die Einwohner zum Ausweichen in hügelige Randgebiete zwang. Holz wurde auch in großen Mengen zur Errichtung und Erhaltung der typischen Monumente einer römischen Stadt benötigt.